# باز (اسم)
باز هو اسم علم مذكر من أصل عربي، ومعناه هو ضرب من الصقور، وأشد الجوارح تكبرًا، وأضيقها خلقًا، ويستخدم في الصيد.

## شخصيات تحمل الاسم
- باز بسكونيات (ممثلة تشيلية، 2 يونيو 1975 – )
- باز دي لا هويرتا (ممثلة أمريكية، 3 سبتمبر 1984 – )
- باز فيغا (ممثلة إسبانية، 2 يناير 1976[3] – )
- باز لورمان (17 سبتمبر 1962[4][5][6] – )

## وصلات خارجية
- موسوعة السلطان قابوس لأسماء العرب